# Serrat de Castellar (Tiurana)
El Serrat de Castellar és una muntanya de 620 metres que es troba al municipi de Tiurana, a la comarca catalana de la Noguera.